# Хана Хегерова
Кармен Марија Штефанија (Беатрикс) Фаркашова-Челкова (чеш./слч. Carmen Mária Štefánia (Beatrix) Farkašová-Čelková; Братислава, 20. октобар 1931 — Праг, 23. март 2021) била је словачка и чешка певачица-шансоњерка и глумица, позната под уметничким именом Хана Хегерова (чеш. Hana Hegerová).

## Живот
После завршене гимназије у Комарну радила је као службеница. После завршеног конзерваторијума у Братислави одсека драматургије радила је у позоришту у Жилини и ту провела пет сезона.
Као певачица је дебитовала 1957. године у братиславској Татра ревији. У годинама 1958—1961. била је учесник у позоришту Рококо у Прагу. Певала је шенсоне домаће и стране, као од Едит Пијаф и изазвала је интерес код публике и критике.
Од 1967. до 1969. године била је на Париској Олимпији, а затим у Аргентини, Канади, Пољској и Совјетском Савезу. У последње време била је углавном јако призната у немачком говорном подручју.

## Дискографија
Студијски албуми
- 1966, 1990, 2006: Šansony Pozn.: Každé vydání mělo jinou obálku!
- 1971, 1996, 2006: Recital
- 1974, 1995, 2006: Recital 2
- 1977, 1995, 2006: Lásko prokletá
- 1987, 1995, 2006: Potměšilý host
- 1987, 1997: Chansons
- 2010, 2011: Mlýnské kolo v srdci mém Pozn.: Reedice s DVD!

Лајв албуми
- 1991, 1997: Live
- 1998: Bratislava live
- 2006: Hana Hegerová
- 2015: Recital '70

Компилације
- 1984, 1995: Ohlédnutí
- 1991, 1997: Paběrky Pozn.: První vydání 2 CD, reedice ve zkrácené podobě na 1 CD!
- 1997: Rýmování o životě
- 2005: Můj dík (H. H. zpívá písně Pavla Kopty)
- 2006: Všechno nejlepší
- 2009: Paběrky a pamlsky
- 2013: Zlatá kolekce 1957–2010
- 2016: Cesta

ЕП-ови
- 1965: Prague Songs
- 1969: Hana Hegerová

Страни
- 1967: Ich – Hana Hegerová
- 1972: So geht es auf der Welt
- 1974: Fast ein Liebeslied
- 1975: Wir für euch

## Филмографија
| - 1954: - 1957: - 1960: - 1960: - 1962: - 1962: - 1963: - 1963: - 1964: | - 1966: - 1967: - 1974: - 1988: - 1989: - 1991: - 2006: - 2008: |